# Eugène Mounier
Pour les articles homonymes, voir Mounier.
Œuvres principales
- Malestroit, son histoire, ses origines (2001)
- Au fil du temps (2004)
- Le petit monde de la rue saint-cul (2005)

Eugène Mounier né le 28 avril 1906 à Malestroit et décédé le 29 janvier 2007 à Malestroit, est un écrivain et historien breton.
Il est l’auteur de Malestroit, ses origines, son histoire et Au fil du temps.

## Vie et œuvre

### La jeunesse
Il est issu d’une famille modeste de Malestroit, sa mère Julienne commence à l'âge de douze ans comme petite servante chez un fermier des environs, son père Jean quant à lui travaille dans une ferme voisine en tant que grand valet. C’est en 1902 que les futurs époux se rencontrent.
Eugène est l’aîné de la fratrie ; sa sœur germaine décède à l’âge de six ans foudroyée en quelques jours par la grippe espagnole, et son frère Lucien (résistant pendant la Seconde Guerre mondiale est tué en 1945).
En 1918, la famille s’installe finalement dans la petite exploitation de la Quenelle, la mère s’occupe de la ferme tandis que le père continue son emploi de journalier (entretien des jardins).

### Maladie
En 1922, Eugène est reconnu atteint d’une tuberculose osseuse, il passera quatre longues années au sanatorium de Kerpape dans la commune de Plœmeur où il prend goût à la lecture. Une rencontre décisive va changer sa vie, la rencontre avec madame Colineaux, femme du notaire. Elle lui propose un emploi et c’est ainsi qu’il devient clerc de notaire.
En 1932, il devient clerc de notaire aux actes à Bayeux puis revient en Bretagne, à Guignen plus particulièrement où il est nommé clerc unique en 1935. L’année suivante il rencontre sa femme Yvonne Le Billon.

### Vie familiale
Eugène et sa femme partagent leur vie entre Fougères la semaine, et Malestroit le week-end. De cette union naîtront trois enfants : Marie-Louise (1936), Jean-Yves (1943), Yvon (1950).
En 1957, la famille s’installe à Rennes où Yvonne est institutrice  et Eugène continue son métier de clerc de notaire. Eugène part en retraite en 1967, c’est à ce moment qu’il décide de retourner vivre à Malestroit.

### Écriture
En 1982, sa femme décède des suites d’une longue maladie. C’est à ce moment qu’il se met à écrire. Quand il n’est pas à la recherche de ses ancêtres aux archives municipales, il se promène casquette sur la tête et canne à la main sur le halage qu’il affectionne particulièrement.
Il a publié Malestroit, ses origines, son histoire en 2001 ; cet ouvrage est le fruit de nombreuses années de recherche et est considéré comme un ouvrage de référence pour les historiens locaux. En 2005, il publie le Petit Monde de la rue Saint-Cul au ton plus personnel qui relate le quotidien des familles au début du XXe siècle.